# Igor Michailowitsch Bondarenko

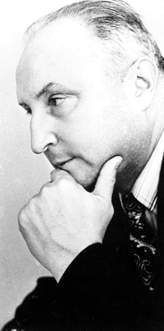
Igor Bondarenko (1977)

Igor „Harry“ Michailowitsch Bondarenko (russisch Игорь Михайлович Бондаренко; * 22. Oktober 1927 in Taganrog, Südrussland; † 30. Januar 2014 ebenda) war ein sowjetischer bzw. russischer Schriftsteller.
Bondarenko nahm am Deutsch-Sowjetischen Krieg teil, sowie am antifaschistischen Widerstand in Deutschland (1943–1944).
Er war Leiter des regionalen Schriftstellerverbandes Rostow am Don (1991–1997), einer der Mitbegründer des Russischen Schriftstellerverbandes (Delegierter des Gründungskongresses 1991), Mitglied des Schriftstellerverbandes der UdSSR und seit 1970 ehrenamtlicher Vorsitzender der Tschechow-Kulturstiftung Taganrog.
Bondarenko wurde mit dem Orden des Vaterländischen Krieges zweiten Grades und mit vielen Medaillen ausgezeichnet.
Er lebte und arbeitete in Taganrog.

## Biographie

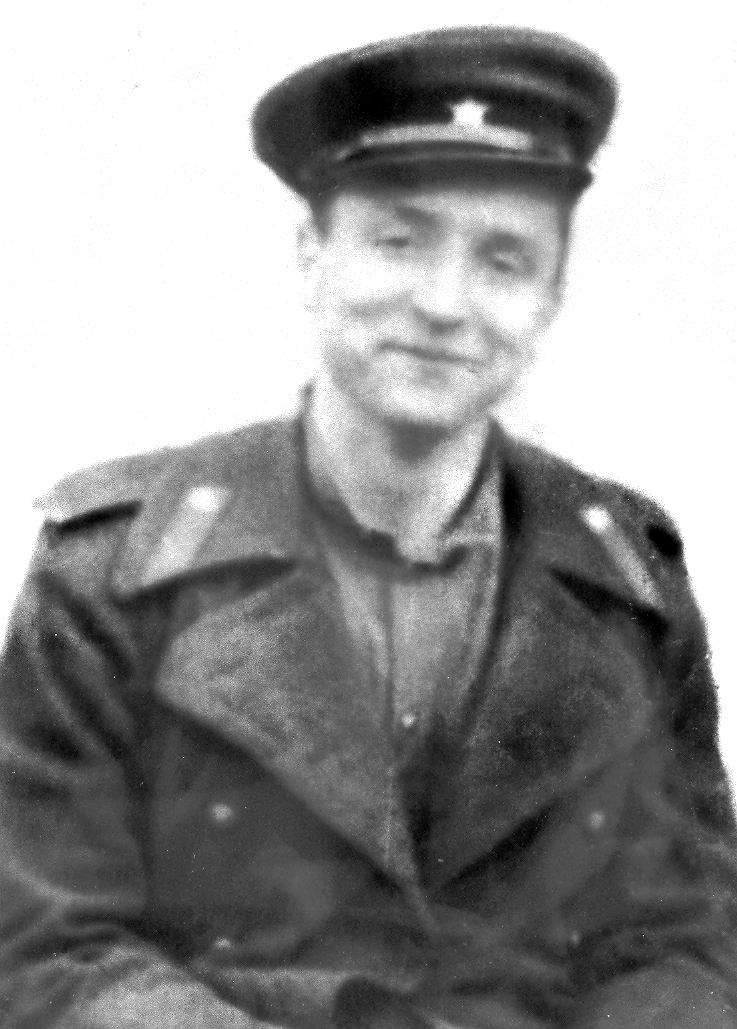
Igor Bondarenko (1945)

Igor Bondarenko wurde am 22. Oktober 1927 in Taganrog geboren und verbrachte hier seine Kindheit.
Sein Vater Michail Markowitsch Bondarenko war damals der 2. Sekretär des Stadtparteikomitees. Er starb vor dem Zweiten Weltkrieg. Seine Mutter Xenija Tichonowna Bondarenko war Hausfrau.
Im Jahre 1942 wurde Igor Bondarenko von den Nationalsozialisten aus Taganrog nach Deutschland verschleppt und als minderjähriger Zwangsarbeiter im Lager Rostock (Lagernummer 47704) inhaftiert. Er nahm am antifaschistischen (französischen) Widerstand 1943–44 teil. 1945 floh er aus dem Lager. Mit 17 Jahren meldete er sich freiwillig zum Dienst in der Roten Armee und wurde bei den Truppen der 2. Weißrussischen Front eingesetzt.
Nach dem 9. Mai beteiligte sich die Einheit an der Liquidation von Werwolf-Angehörigen in Mecklenburg und Vorpommern.
1951 aus dem Dienst entlassen, kehrte Bondarenko nach Taganrog zurück. Nachdem er seinen Mittelschulabschluss erreicht hatte, besuchte er die Philologische Fakultät der Universität Rostow. 1956 beendete er sein Studium mit Auszeichnung.
Nach dem Universitätsabschluss arbeitete er 1956–1958 als Lehrer in der Siedlung Balyktschi in Kirgisien. 1958 wurde als literarischer Mitarbeiter in die Redaktion der Zeitschrift „Don“ aufgenommen. Im Jahre 1962 wurde er zum verantwortlichen Sekretär dieser Zeitschrift ernannt. Auf diesem Posten blieb bis 1991. Zudem war er Mitglied des Journalistenverbandes der UdSSR seit 1963.
Die ersten Veröffentlichungen datieren aus dem Jahr 1947. Später wurden seine Bücher von den bekanntesten Verlagen des Landes gedruckt: „Sowjetski pissatel“, „Sowremennik“, „Wojenisdat“, „Sowjetskaja Rossia“ (Moskau), „Radjanski pissmennik“ (Kiew) u. a.
Bondarenko war Autor von 28 Büchern. Die Werke des Schriftstellers wurden ins Deutsche, Ungarische und Bulgarische übersetzt.
1991 stiftete Bondarenko einen der ersten unabhängigen Verlage Russlands „Maprekon“, der bis 1998 über eine Million Bände der russischen und ausländischen Klassik herausgegeben hatte.
1991–1998 gab er die Literaturinformationszeitschrift „Kontur“ heraus.
Am 30. Januar 2014 verstarb er in Taganrog mit 86 Jahren.

## Veröffentlichungen
1. Erzählungen. – Rostow am Don: Bücherverlag 1964. – 88 S., illustr.
2. Wer kommt in die „Mariene“: eine Novelle. – Rostow am Don: Bücherverlag 1967.- 238 S.
3. Alexei und Rita: Erzählungen. – Rostow-am-Don: Bücherverlag 1968. – (M.Gorki-Zentralbibliothek); 1969. – 180 S.
4. Die Werke von I.M.Bondarenko. Einzelne Artikel, Erzählungen. Rostow-am-Don: Bücherverlag 1969. – 88 S.
5. Der gelbe Kreis: eine Novelle. – Rostow-am-Don: Bücherverlag 1973. – 192 S.
6. Letzter Tag: Erzählungen, Skizzen. – Rostow-am-Don: Bücherverlag, 1974. – 192 S.
7. Birkensaft: Erzählungen. – Rostow-am-Don: Bücherverlag, 1976. – 286 S.
8. Wer kommt in die „Mariene“? Der gelbe Kreis: Novellen. – Rostow-am-Don: Bücherverlag, 1977. – 255 S.
9. Showte Kolo: Eine Novelle. – Kiew: Radjanski pissmennik, 1977.
10. So ein langes Leben: Ein Roman. Bd. 1. – Rostow-am-Don: Bücherverlag, 1978. – 240 S.
11. So ein langes Leben: Ein Roman. Bd. 2. – Rostow-am-Don: Bücherverlag, 1980. – 272 S.
12. So ein langes Leben: Ein Roman. – Moskau: Sowjetski pissatel, 1980. – 624 S.
13. So ein langes Leben: Eine Romandilogie.. – Rostow-am-Don: Rostisdat, 1984.
14. So ein langes Leben: Eine Romandilogie – Rostow-am-Don: Bücherverlag, 1982. – 624 S.
15. Wer kommt in die „Mariene“? Novellen. – Moskau: Sowremennik, 1984. – 223 S.
16. Sie träumten von der grünen Wiese. Eine Novelle, Erzählungen. – Rostow-am-Don: Bücherverlag, 1984. – 228 S.
17. Die Rote Troika: Ein Roman. „Don“. – 1985 – Nu. 5. – S. 50–113; Nu. 6 – S. 41–107.
18. So ein langes Leben: Ein Roman in zwei Bänden, Bd. 1 – Rostow-am-Don: Bücherverlag, 1987. – 320 S.; Bd. 2 – 352 S.
19. Astrid. Eine Novelle. – Rostow-am-Don: Bücherverlag, 1989. – 288 S.
20. Astrid. Wer kommt in die “Mariene”: Novellen. – Rostow-am-Don: «PIKA», 1989.
21. So ein langes Leben: Eine Romandilogie – Moskau: Sowjetski pissatel, 1990. – 624 S.
22. Rote Klavierspieler: Ein Roman, eine Novelle. – Moskau: Militärverlag, 1990. – 366 S.
23. Rote Klavierspieler: Ein Chronikroman. – Moskau: Militärverlag, 1991.
24. Das Urteil ist unanfechtbar: Eine Novelle. – Moskau: Sowjetskaja Rossia, 1991.
25. Astrid: Eine Novelle. – Moskau: Ssovremennik, 1991.
26. Rote Klavierspieler; Wer kommt in die „Mariene“? Das Urteil ist unanfechtbar. – Rostow-am-Don: Redaktion der Zeitschrift „Don“, 1991. – 464 S.
27. Astrid: Eine Novelle. – Rostow-am-Don: Der Verlag des Propagandabüros von dem Schriftstellerverband der RSFSR, 1993.
28. Rote Klavierspieler: Ein Chronikroman. – Rostow-am-Don: «Maprekon», 1994.
29. Astrid. Wer kommt in die „Mariene“? Das Urteil ist unanfechtbar. Der General a. D.: Novellen, Erzählungen. Rostow-am-Don: «Maprekon», 1997. – 416 S.

## Bibliographie
- «Schriftsteller Russlands. Igor Michailowitsch Bondarenko», «Ein neues Buch», 2006;
- «An der Schwelle des 21. Jahrhunderts. Das russische autobiographische Jahrbuch», Moskau. Bd. 1. «Moskowski parnas», 1999.;
- Karl Heinz Jankegod. «Über Ihr Schicksal ist es noch so wenig bekannt», «Ostseezeitung», 10. September 1989;
- Dietrich Petzold. «Durch Leiden und Kampf», «Ostseezeitung», 10. Oktober 1988;
- A. Iwanow. «Es beginnt mit den Wurzeln», «Literaturumschau» Nu. 2, 1984;
- B. Jakowlew. «…gar nicht leicht», «Literaturumschau» Nu. 7, 1980;
- N. Buchanzow «Der Charakter eines Zeitgenossen», «Literaturnaja Rossia», 22. Dezember 1978;
- J. Ostrowski «Der Kämpfer einer insichtbaren Front», «Literaturnaja Rossia», 9. Mai 1968;
- W. Schischow «Ein guter Anfang», «Literaturnaja Rossia», 30. Oktober 1964.

## Belege
1. ↑  Ушел из жизни писатель Гарри Михайлович Бондаренко (Memento vom 3. Februar 2014 im Internet Archive), russisch, abgerufen am 31. Januar 2014
2. ↑  Бондаренко Игорь Михайлович, tagmet-history.tmk-group.ru (russisch)

| Personendaten    | Personendaten                                                                         |
| ---------------- | ------------------------------------------------------------------------------------- |
| NAME             | Bondarenko, Igor Michailowitsch                                                       |
| ALTERNATIVNAMEN  | Bondarenko, Harry Michailowitsch (Spitzname); Бондаренко, Игорь Михайлович (russisch) |
| KURZBESCHREIBUNG | sowjetischer bzw. russischer Schriftsteller                                           |
| GEBURTSDATUM     | 22. Oktober 1927                                                                      |
| GEBURTSORT       | Taganrog                                                                              |
| STERBEDATUM      | 30. Januar 2014                                                                       |
| STERBEORT        | Taganrog, Südrussland                                                                 |